# 紹辛頓 (康乃狄克州)
紹辛頓（英語：Southington）是一個位於美國康乃狄克州哈特福縣的城鎮。

## 地理
紹辛頓的座標為41°36′18″N 72°52′45″W / 41.60500°N 72.87917°W，而該地的平均海拔高度為47米（即154英尺）。

## 人口
根據2010年美國人口普查的數據，紹辛頓的面積為94.90平方千米，當中陸地面積為93.00平方千米，而水域面積為1.90平方千米。當地共有人口43,069人，而人口密度為每平方千米453人。